# Ramiro Ruiz Rodríguez
Ramiro Ruiz Rodríguez (San Miguel de Tucumán, 21 marzo 2000) è un calciatore argentino, attaccante dell'Atl. Tucumán.

## Caratteristiche tecniche
È un centravanti

## Carriera
Cresciuto nel settore giovanile dell'Atl. Tucumán, debutta in prima squadra il 23 febbraio 2020 in occasione dell'incontro di Primera División pareggiato 2-2 contro il Lanús.

## Statistiche

### Presenze e reti nei club
Statistiche aggiornate al 31 luglio 2021.
| Stagione        | Squadra         | Campionato      | Campionato | Campionato | Coppe nazionali | Coppe nazionali | Coppe nazionali | Coppe continentali | Coppe continentali | Coppe continentali | Altre coppe | Altre coppe | Altre coppe | Totale | Totale |
| Stagione        | Squadra         | Comp            | Pres       | Reti       | Comp            | Pres            | Reti            | Comp               | Pres               | Reti               | Comp        | Pres        | Reti        | Pres   | Reti   |
| --------------- | --------------- | --------------- | ---------- | ---------- | --------------- | --------------- | --------------- | ------------------ | ------------------ | ------------------ | ----------- | ----------- | ----------- | ------ | ------ |
| 2019-2020       | Atl. Tucumán    | PD              | 1          | 0          | CA              | 2               | 0               |                    | -                  | -                  |             | -           | -           | 3      | 0      |
| 2020            | Atl. Tucumán    |                 | -          | -          | CdL             | 8               | 1               | CS                 | 2                  | 0                  |             | -           | -           | 10     | 1      |
| 2021            | Atl. Tucumán    | PD              | 4          | 0          | CA+CdL          | 0+13            | 0+2             |                    | -                  | -                  |             | -           | -           | 17     | 2      |
| Totale carriera | Totale carriera | Totale carriera | 5          | 0          |                 | 23              | 3               |                    | 2                  | 0                  |             | -           | -           | 30     | 3      |